# Список національних парків Румунії
Тут представлений список національних парків і охоронюваних територій Румунії.
Близько 5,18 % території Румунії (12360 км²) є національними парками. Майже половину цієї площі займає дельта Дунаю (2,43 % території країни).
| Назва                                     | Румунська назва                   | Площа (км²) | Жудець                                  |
| ----------------------------------------- | --------------------------------- | ----------- | --------------------------------------- |
| Апусені                                   | Munţii Apuseni                    | 757,84      | Алба, Біхор, Клуж                       |
| Бучеджі                                   | Bucegi                            | 326,63      | Арджеш, Брашов, Димбовиця, Прахова      |
| Винеторі-Нямц                             | Vânători Neamţ                    | 308,18      | Нямц                                    |
| Гори Мечін                                | Munţii Măcinului                  | 113,21      | Тульча                                  |
| Гредіштя Мунчелулуй — Чокловіна           | Grădiştea Muncelului — Cioclovina | 100,00      | Хунедоара                               |
| Дельта Дунаю (національний парк, Румунія) | Delta Dunării                     | 5800,00     | Тульча, Констанца                       |
| Домоглед — Валя-Черней                    | Domogled — Valea Cernei           | 601,00      | Караш-Северин, Мехединць, Горж          |
| Залізні ворота                            | Porţile de Fier                   | 1156,55     | Караш-Северин, Мехединць                |
| Келімань                                  | Călimani                          | 240.41      | Бистриця-Несеуд, Харгіта, Муреш, Сучава |
| Козія                                     | Cozia                             | 171,00      | Вилча                                   |
| Мала балта Бреїли                         | Balta Mică a Brăilei              | 175,29      | Бреїла                                  |
| П'ятра-Краюлуй                            | Piatra Craiului                   | 148,00      | Арджеш, Брашов                          |
| Ретезат                                   | Retezat                           | 380,47      | Хунедоара                               |
| Родна                                     | Rodna                             | 463,99      | Бистриця-Несеуд, Марамуреш, Сучава      |
| Семенік — Ущелина Карашулуй               | Semenic — Cheile Caraşului        | 366,64      | Караш-Северин                           |
| Ущелина Біказ — Хешмаш                    | Cheile Bicazului — Hăşmaş         | 65,75       | Харгіта, Нямц                           |
| Ущелина Нерей — Беушниця                  | Cheile Nerei — Beuşniţa           | 371,00      | Караш-Северин                           |
| Чахлеу                                    | Ceahlău                           | 83,96       | Нямц                                    |